# کروسی
کروسی (به لاتین: Korosi) یک کوه و تپه در کنیا است که در شهرستان بارینگو واقع شده‌است. کروسی ۱٬۴۴۶ متر بالاتر از سطح دریا واقع شده‌است.